# Zeugopterus
Zeugopterus is een geslacht van straalvinnige vissen uit de familie van tarbotachtigen (Scophthalmidae). Het geslacht is voor het eerst wetenschappelijk beschreven in 1835 door Gottsche.

## Soorten
- Zeugopterus norvegicus (Günther, 1862)
- Zeugopterus punctatus (Bloch, 1787) – Gevlekte griet
- Zeugopterus regius (Bonnaterre, 1788)